# Hemioplisis santiago
Hemioplisis santiago är en fjärilsart som beskrevs av William Schaus 1923. Hemioplisis santiago ingår i släktet Hemioplisis och familjen mätare. Inga underarter finns listade i Catalogue of Life.